# Tabanus nigrimordicus
Tabanus nigrimordicus är en tvåvingeart som beskrevs av Xu 1979. Tabanus nigrimordicus ingår i släktet Tabanus och familjen bromsar. Inga underarter finns listade i Catalogue of Life.